# Ligi kuu Bara
Ligi kuu Bara jest najwyższą klasą rozgrywek piłkarskich w Tanzanii. Jej pierwsza edycja miała miejsce w 1965.

## Ligi kuu Bara2010/2011
- African Lyon Dar es Salaam
- Arusha FC
- Azzam United Dar es Salaam
- JKT Ruvu Stars Dodoma
- Kagera Sugar Bukoba
- Maji Maji Songea
- Mtibwa Sugar Turiani
- Polisi Dodoma
- Ruvu Shooting
- Simba Dar es Salaam
- Toto African Mwanza
- Young Africans Dar es Salaam

## Mistrzowie
| - 1964/1965: Sunderland Dar es Salaam - 1965/1966: Sunderland Dar es Salaam - 1966/1967: Cosmopolitans Dar es Salaam - 1967/1968: Young Africans Dar es Salaam - 1968/1969: Young Africans Dar es Salaam - 1969/1970: Young Africans Dar es Salaam - 1970/1971: Young Africans Dar es Salaam - 1971/1972: Simba Dar es Salaam - 1972/1973: Simba Dar es Salaam - 1973/1974: Young Africans Dar es Salaam - 1974/1975: Mseto Sports Dar es Salaam - 1975/1976: Simba Dar es Salaam - 1976/1977: Simba Dar es Salaam - 1977/1978: Simba Dar es Salaam - 1978/1979: Simba Dar es Salaam - 1979/1980: Simba Dar es Salaam |  | - 1980/1981: Young Africans Dar es Salaam - 1981/1982: Pan African Dar es Salaam - 1982/1983: Young Africans Dar es Salaam - 1983/1984: KMKM Zanzibar - 1984/1985: Maji Maji Songea - 1985/1986: Maji Maji Songea - 1986/1987: Young Africans Dar es Salaam - 1987/1988: Coastal Union Tanga - 1988/1989: Malindi Zanzibar - 1989/1990: Pamba Shinyanga - 1990/1991: Young Africans Dar es Salaam - 1991/1992: Malindi Zanzibar - 1992/1993: Simba Dar es Salaam - 1993/1994: Simba Dar es Salaam - 1994/1995: Simba Dar es Salaam - 1995/1996: Young Africans Dar es Salaam |  | - 1996/1997: Young Africans Dar es Salaam - 1997/1998: Maji Maji Songea - 1998/1999: Prisons Mbeya - 1999/2000: Young Africans Dar es Salaam - 2000/2001: Simba Dar es Salaam - 2001/2002: Simba Dar es Salaam - 2002/2003: Young Africans Dar es Salaam - 2003/2004: Simba Dar es Salaam - 2004/2005: Young Africans Dar es Salaam - 2005/2006: Young Africans Dar es Salaam - 2006/2007: Simba Dar es Salaam - 2007/2008: Young Africans Dar es Salaam - 2008/2009: Young Africans Dar es Salaam - 2009/2010: Simba Dar es Salaam - 2010/2011: Young Africans Dar es Salaam |

| Klub                         | Liczba tytułów |
| ---------------------------- | -------------- |
| Young Africans Dar es Salaam | 18             |
| Simba Dar es Salaam          | 16             |
| Maji Maji Songea             | 3              |
| Malindi Zanzibar             | 2              |
| Pan African Dar es Salaam    | 2              |
| Cosmopolitans Dar es Salaam  | 1              |
| KMKM Zanzibar                | 1              |
| Mseto Sports Dar es Salaam   | 1              |
| Pamba Shinyanga              | 1              |
| Prisons FC Mbeya             | 1              |
| Coastal Union Tanga          | 1              |